# Bezirk Bugaba
Bugaba ist ein Bezirk (distrito) der Provinz Chiriquí in Panama. Die Einwohnerzahl betrug laut Volkszählung 2023 68.870.
Am 1. Juli 2017 wurde der Bezirk Bugaba in seinem nördlichen Bereich abgetrennt, um den Bezirk Tierras Altas zu bilden.
Die Flüsse Escarrera, Mula, Güigala, Macho de Monte, Piedra, Gariché, Chiriquí Viejo (der als Grenze zum Bezirk Barú dient), Divalá und Mirador durchqueren den Bezirk. Das Verwaltungsgebiet ist etwa 879,9 Quadratkilometer groß.

## Gliederung
Der Bezirk Bugaba ist administrativ in folgende Corregimientos unterteilt:
- La Concepción (Hauptstadt)
- Aserrío de Gariché
- Bugaba
- Gómez
- La Estrella
- San Andrés
- Santa Marta
- Santa Rosa
- Santo Domingo
- Sortová
- El Bongo
- Solano
- San Isidro